# Карл Фридрих I (Оелс)
Карл Фридрих I фон Оелс (на немски: Karl Friedrich I von Oels; Karl Friedrich I von Podiebrad, Karl Friedrich I von Oels und Münsterberg; на чешки: Karel Bedřich z Minstrberka; * 18 октомври 1593, Оелс; † 31 май 1647, Оелс) от род Подебради, е от 1617 г. херцог на Оелс в Силезия, херцог на Мюнстерберг, от 1639 г. херцог на Бернщат и граф на Глац.

## Живот
Той е син на херцог Карл II фон Мюнстерберг (1545 – 1617) и втората му съпруга Елизабет Магдалена (1562 – 1630), дъщеря на херцог Георг II фон Бриг и Барбара фон Бранденбург.
Карл Фридрих наследява от баща си през 1617 г. в Херцогство Оелс (Олешница). На 24 ноември 1618 г. (4 декември 1618) в Оелс той се жени за принцеса Анна София фон Сакс-Алтенбург (1598 – 1641), дъщеря на херцог Фридрих Вилхелм I фон Саксония-Ваймар и втората му съпруга пфалцграфиня Анна Мария, дъщеря на пфалцграф и херцог Филип Лудвиг от Пфалц-Нойбург. Те имат една дъщеря Елизабет Мария (1625 – 1686), която е омъжена през 1647 г. за херцог Силвиус I Нимрод фон Вюртемберг-Оелс (1622 – 1664)
След смъртта на по-големия му брат Хайнрих Венцел през 1639 г. Карл Фридрих го наследява като херцог на Бернщат.
Останал вдовец през 1641 г. Карл Фридрих се жени втори път през 1642 г. за херцогиня София Магдалена фон Бриг (1624 – 1660), дъщеря на херцог Йохан Кристиан фон Бриг и Доротея Сибила фон Бранденбург.
Карл Фридрих е последният мъж от Мюнстербергската линия на Подибрад в Оелс. Чрез женитбата на единствената му дъщеря Елизабет Мария за Силвиус Нимрод териториите Оелс и бохемското господство Щернберк отиват на Дом Вюртемберг.